# Осикувата (притока Грузької)
Осикувата — річка в Кропивницькому районі Кіровоградської області, права притока Грузької (басейн Південного Бугу).

## Опис
Довжина річки приблизно 10 км.

## Розташування
Осикувата бере початок на південному сході від села Лісне. Тече на південний схід через село Осикувате. В селі Обознівка впадає у річку Грузьку, праву притоку Інгулу.